# 柳田知秀
柳田 知秀（やなぎだ ともひで、1981年5月12日 - ）は、北海道テレビ放送（HTB）の社員。元アナウンサー。

## 来歴
千葉県佐原市（現香取市）で生まれ育った。香取市立北佐原小学校（旧佐原市立）、香取市立新島中学校（旧佐原市立）、千葉県立佐原高等学校で学ぶ。神奈川大学法学部法律学科を卒業し、2006年、北海道テレビ放送（HTB）入社。同期入社は、現在、フリーアナウンサーの吉田理恵。
2017年9月いっぱいでアナウンス部を離れ、2020年2月からは関西支社で勤務している。

## 過去の担当番組
- ハナタレナックス - 進行役、準レギュラー
- Hit.com & Hit.com Night  （MC担当）（2014年4月 - ）
- らぢおHTB（2015年4月-9月「バミっちゃお」パーソナリティ担当)（2015年10月-2016年3月「柳田調査室」パーソナリティ担当)（番組は毎週土曜日 20:30 - 20:55 に、AIR-G'でオンエア） - AIR-G（エフエム北海道）とHTBのコラボレーション番組。
- HTBニュース（不定期）
- 朝までファイターズ
- おはよう天気HTB - ニュース&スポーツ
- 週刊とくのイチ
- イチオシ!
- 情報マルシェ! （MC担当)   (2011年4月 - 2014年4月）
- イチオシ!モーニング (朝刊チェック月曜・火曜担当）（2012年3月30日 - 2015年3月26日）
- あなたとHTB
- イカナイバネ
- HTBノンフィクション - ナレーション（不定期）

## 人物・エピソード
- 小学校時代は児童会長を務めていた[4]。
- 高校時代は野球部に所属していた。
- 高校受験時、千葉県の野球強豪校である「成田高等学校へ進学して甲子園を目指す」という希望もあったが、結局、成田高校の受験はせず、地元の進学校である県立佐原高校に進み、野球部に入部する。成田高校とは、高校3年春の県予選大会で対戦し、延長戦の末逆転サヨナラ負けをした。「チャンスで凡退したシーンや敗戦の瞬間がいまでも夢に出て来るくらい、悔しい記憶があります」という[5]。
- 大学３年生のとき、就職活動を前にして、原爆の日の広島を旅した。そこで、原爆の体験を語ってくれた老人の話に耳を傾け、「情報は自分の足で稼いで伝える」大切さを感じ、アナウンサーの世界を目指す決心をした[6]。
- 入社１年目で体重が８kg増加した[7]。入社後8年間で約30kg増加している。
- 元々スポーツをしていたこともあり、プライベートでチャリティウォークの大会に参加したり[8][9]、かつて高校球児であったことから、高校野球への関心が高い。
- 趣味はスポーツ全般と映画鑑賞。
- 好きな食べ物は、オムライスと鶏肉料理。苦手な食べ物は、うに・いくら・たらこ。
- 秘書技能検定試験2級の資格を持つ。
- ハナタレナックスの 「チームナックスvs番組スタッフチーム・スノーラリーの回」に進行役兼ドライバーとして出演した際、安田顕や戸次重幸がコースオフやスタックでタイムを落とす中、番組スタッフチーム最終走者として出走。競技車のホンダ・フィットをオーバースピードによってコース脇の雪山に突入させた。本人と同乗のADは無傷ながら重機の救援を要する盛大な乗り上げぶりで、両チーム通じて唯一のリタイアを喫した。更には、出演者の大泉洋から「（トラブルメーカーとして知られ、過去にジムニーを横転させた）安田顕以上の事をされては困る」と苦言を浴びた。
- 実家は農業を営んでおり、米などを栽培している。収穫された米を、自身で食べるほか、職場のスタッフに分けることがある[10]。
- 非喫煙者である。
- コンタクトレンズを着用している。
- 2015年から、炭水化物を断ち、ウォーキングをして、10kg近く減量した。
- 2021年5月に放送された『ハナタレナックス』の「容疑者を吐かせろ!! 言わせる刑事」では、関西支社からリモートで出演。久しぶりに『ハナタレナックス』の出演となった。番組内では、刑事役の安田顕から容疑者役の柳田にキーワードを言わせるという設定の取り調べを受けた。